# بيل كينغ (ضابط)
بيل كينغ (23 يونيو 1910 - 21 سبتمبر 2012) كان القائد ويليام دونالد إيليان كينغ، ضابطًا في البحرية البريطانية، ومؤلفًا، وصاحب يخت قرار البارجة. كان أكبر مشترك في صنداي تايمز غولدن غلوب ريس (سباق اليخوت المنفرد دون توقف حول العالم)، والشخص الوحيد الذي قاد غواصة بريطانية في اليومين الأول والأخير من الحرب العالمية الثانية .               
تربى كينغ على يد والدته وجدته، التحق بالكلية البحرية الملكية في دارتموث. عُيّن أولًا في ، ولاحقًا أصبح الضابط المسؤول عن  سنابر. خدم في ثلاث سفن منفصلة في الحرب العالمية الثانية، وأيضًا جرت ترقيته إلى رتبة قائد، وحصل على سبع ميداليات خلال الحرب. لم ينجُ كينغ من الحرب العالمية الثانية فحسب، وإنما نجح في الطواف (رحلة في بحار ومحيطات العالم)، في عام 1973، في محاولته الثالثة. خلال رحلته الأخيرة، تمكن من الوصول إلى الميناء، رغم اصطدامه بمخلوق بحري كبير على بعد 400 ميل (640 كم ) جنوب غرب أستراليا.  

## الخلفية العائلية والطفولة
وُلد ويليام دونالد إيليان كينغ لوالديه ويليام ألبرت دي كورسي كينغ وجورجينا ماري ماكنزي في عام 1910. وكان جده ويليام كينج، رئيسًا لعلم المعادن وعلم الأرض في كلية كوينز في غالواي، التي عُيّن فيها عندما افتتحت الكلية لأول مرة في كينغ عام 1849. كان الجد كينغ أول من جادل بأن إنسان نياندرتال كان نوعًا منفصلًا عن البشر المعاصرين. ولد والد الملك ويليام ألبرت دي كورسي كينغ عام 1875. وتزوج من جورجينا ماري، ابنة السيد  ماكنزي، من كولينجوود جرانج، كامبرلي، ساري، في يونيو 1908. التحق دي كورسي كينغ بالأكاديمية العسكرية الملكية، وولويتش، ثم بكلية الهندسة العسكرية، تشاتام. وقد عُيِّن ملازمًا ثانيًا في المهندسين الملكيين في عام 1894.   في الحرب العالمية الأولى، شملت مناصبه سانت لوسيا في تسعينيات القرن التاسع عشر -حيث بنى المهندسون مواضع مدافع ومحطات فحم محصنة- وجنوب إفريقيا -حيث بنى المهندسون حصونًا، صممها الرائد ار اس رايس ري خلال حرب الأنجلو بوير.
حصل دي كورسي على وسام الخدمة المميزة عام 1916 خلال الحرب العالمية الأولى وخدم لاحقًا بوصفه مقدمًا في الفرقة 36 (اولستر) في بلجيكا. قُتل في 27 مايو 1917، وهو في عامه 42، ودفن في مقبرة درانوتر العسكرية في بلجيكا. نتيجة لوفاة والده، ربى بيل كينغ والدته وجدته. كانت جدته ماكنزي امرأة رائعة، تعلمت التزلج في سن 75، وما زالت تبحر وهي في الثمانينات  من عمرها.   

## مهنة بحرية مبكرة
بعد المدرسة الإعدادية في سن الثانية عشرة، أرسل كينغ إلى الكلية البحرية الملكية، دارتموث، في ديفون. في الفيلم الوثائقي لعام 2006 حول كارثة سباق اليخوت حول العالم لعام 1968؛  ديب ووتر، قال كينغ إنه كان ملاكمًا و«بطلًا في سباقات الركض لمسافات  طويلة» في شبابه. من ديسمبر 1927 إلى أبريل 1930، عيِّن كينغ في قرار البارجة، التي خدمت في البحر المتوسط. خلال هذا الوقت أصبح ضابط صف. من يونيو 1932 إلى 1934، أرسِل ليخدم في أورفيوس التي خدمت قرب الصين . جرت ترقيته إلى ملازم أول في 1932. وفي أبريل 1935، عين كينغ ملازم أول في سفينة بيغمي.

## روابط خارجية
- بيل كينغ على موقع IMDb (الإنجليزية)